# Château fort de Thann
Pour les articles homonymes, voir Thann (homonymie).
Le Burg Thann est la ruine d'un château fort (allemand : Burg) perché sur un éperon au-dessus de la vallée de Schwarzach, dans la commune de Burgthann, dans le district de Moyenne-Franconie, Arrondissement du Pays-de-Nuremberg en Bavière.

## Histoire

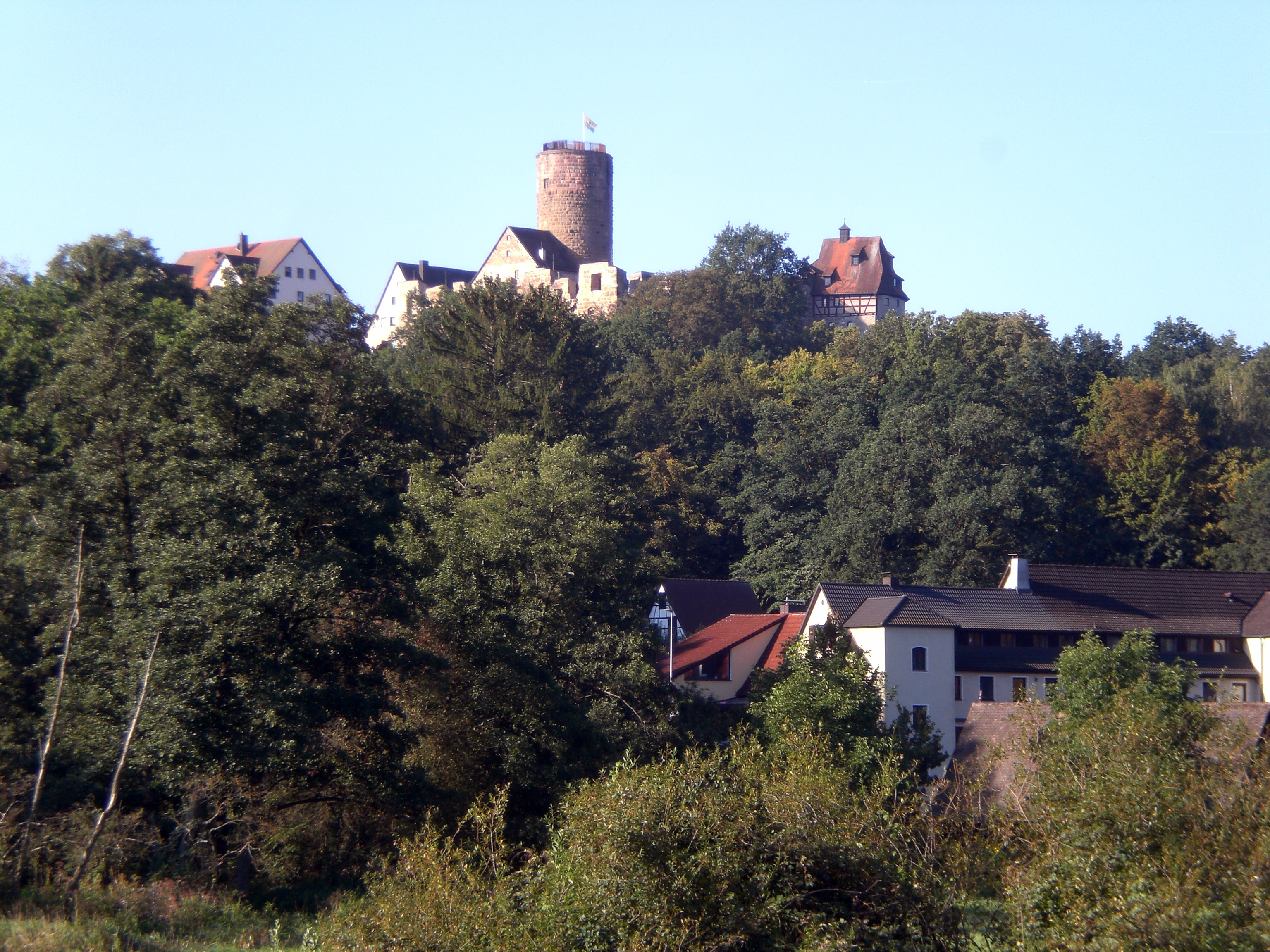
Vue du château

Le château est construit au XIIe siècle par les ministres impériaux de Thann, dont le siège était à Altenthann. En 1160, un chevalier de Thann est mentionné pour la première fois au Göckelsberg.
Le château est mentionné pour la première fois dans un document en 1287, après la disparition probable de la famille Thanner. Les propriétaires suivants furent le duc Louis de Bavière, le Rodolphe Ier de Habsbourg et le burgrave Frédéric III de Nuremberg et d'autres mentionnés. À partir de 1346, le château est le siège d'un Pflegeamt de la Maison de Hohenzollern.
En 1381, le baron-bandit Eppelein von Gailingen, bien connu en Franconie, reste enfermé une nuit dans le château avant d'être remis au bourreau de Neumarkt.
En 1460, le château est détruit lors de la guerre de Bavière et reconstruit en 1463. Durant la guerre de Trente Ans en 1635, les troupes impériales détruisent l'aile sud-est du château fort. En 1648, il est pillé par les troupes suédoises et reconstruit après 1652. Après le déménagement du service de garde (Pflegeamt) en 1792, le château passe à différents propriétaires, tombe en ruine et est utilisé comme carrière.
Les premières mesures de sécurité ont eu lieu à partir de 1968 et ont été poursuivies à grande échelle par la communauté de Burgthann en 1988.

## Histoire du bâtiment et installations
La cour extérieure, dont témoignent encore les restes du mur, était séparée de la colline par un fossé creusé dans le roc. Le château central (château principal) possède une entrée étroite fortifiée devant une porterie qui a été détruite par la foudre en 1897 et qui servait probablement de pont-levis. L'arche date d'une époque plus récente.
Le rempart circulaire avec des chemins de ronde, construit en grande partie en blocs de grès, est presque entièrement conservé. Le palas qui n'est plus conservé et qui est encore visible par des fentes lumineuses et une baie de toilettes, se trouvait du côté ouest. Le mur extérieur constitué de blocs de taille moyenne datant du XIIe siècle est la partie la plus ancienne du complexe du château.
Le donjon rond de 27 mètres de haut, bien conservé, en maçonnerie de pierre de taille à bosse avec un intérieur carré date du XIIIe siècle. Du côté sud se trouve le bâtiment du service de garde bien conservé d'époque plus récente, avec un relief de dragon au-dessus de l'entrée.
La chapelle castrale à colombages a ensuite été ajoutée à l'extérieur du rempart circulaire. Du côté est, se trouvent les restes du mur d'un grand bâtiment détruit pendant la guerre de Trente Ans, avec des écuries au sous-sol et des chambres pour femmes à l'étage supérieur. La maison habitée au nord-ouest du complexe date d'époques plus récentes. Elle était détruite en 2017.

## Géographie du mont
Le versant de la colline du château qui descend au nord de la vallée du Schwarzach est classé partie protégée du paysage depuis le 1er août 2001. La superficie d'environ 4 hectares est protégée afin de préserver le paysage caractéristique de l'ensemble de la colline du château. L'utilisation traditionnelle de l'Anger sous forme de pâturage permet notamment de maintenir les pelouses demi-sèches et les haies dans un état écologiquement optimal. Les 3 chênes du château (Die 3 Burgeichen), classés monument naturel, se trouvent également sur la zone protégée.

## Destination actuelle
Le château abrite un petit musée local, dans lequel sont exposées, entre autres, les découvertes des fouilles archéologiques de 1987 à 1989. Le Bergfried peut être escaladé pendant les heures d'ouverture. En été, un festival de jazz et plusieurs autres événements ont lieu dans le parc du château, organisé par le Fördergemeinschaft Burg Burgthann. En 1995, le musée bavarois du canal Ludwig Danube-Main (en allemand : Bayerische Ludwig-Donau-Main-Kanal-Museum) a été ouvert au château et est entretenu par l'association du château de Burg Thann.

## Galerie

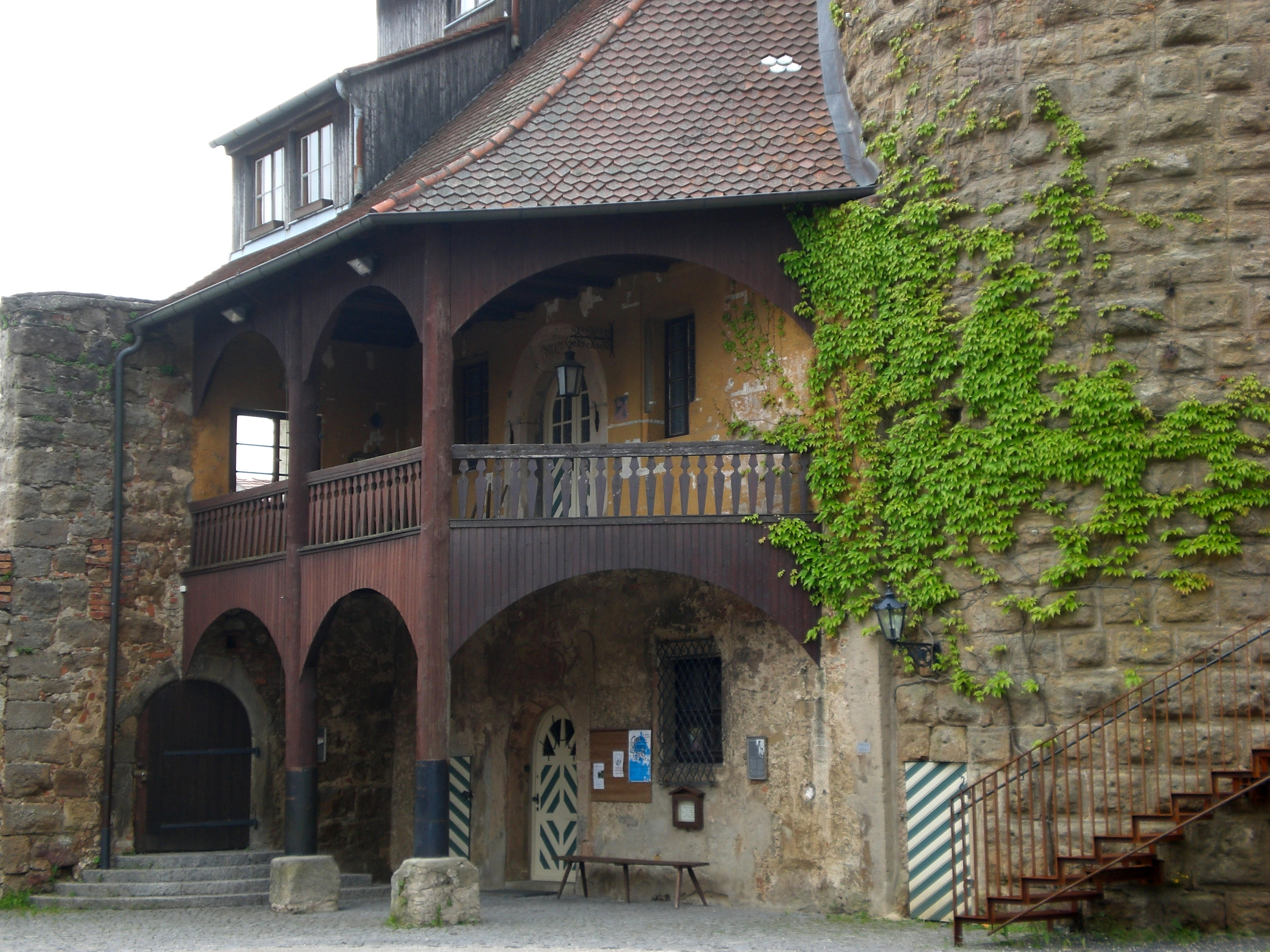
La cour intérieure 2012
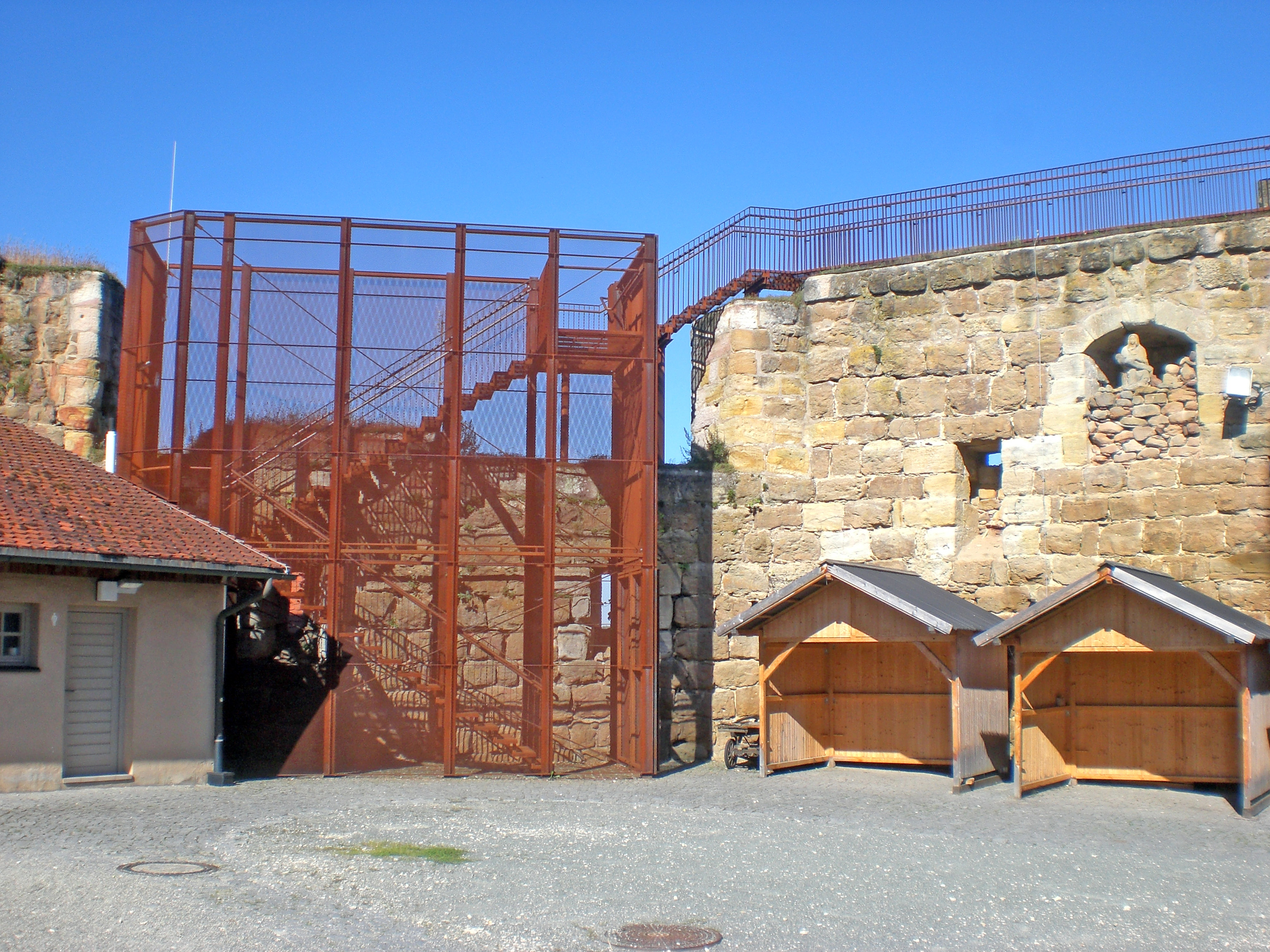
La cour intérieure 2023 avec mesures de protection incendie
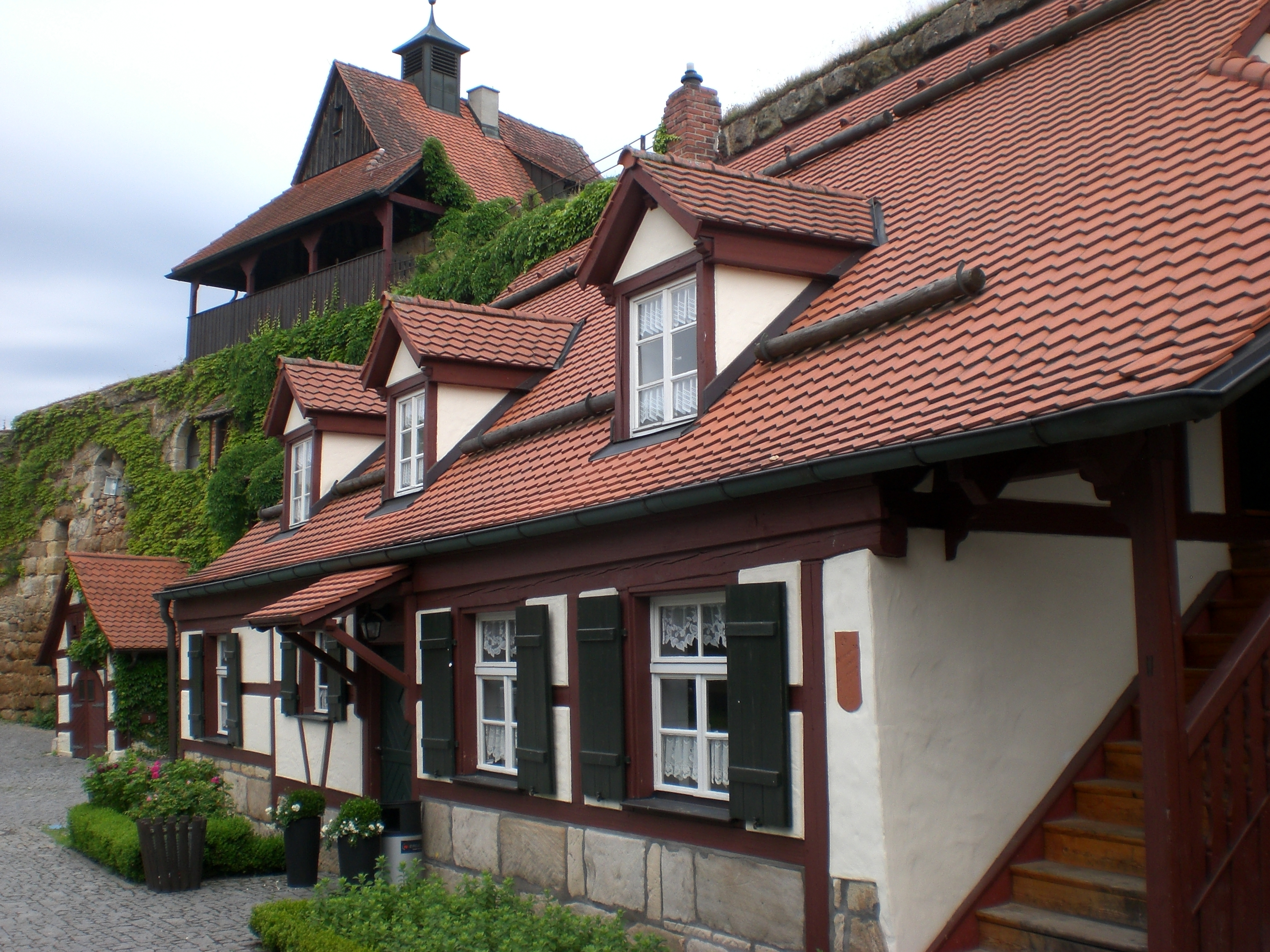
Immeubles d'habitation
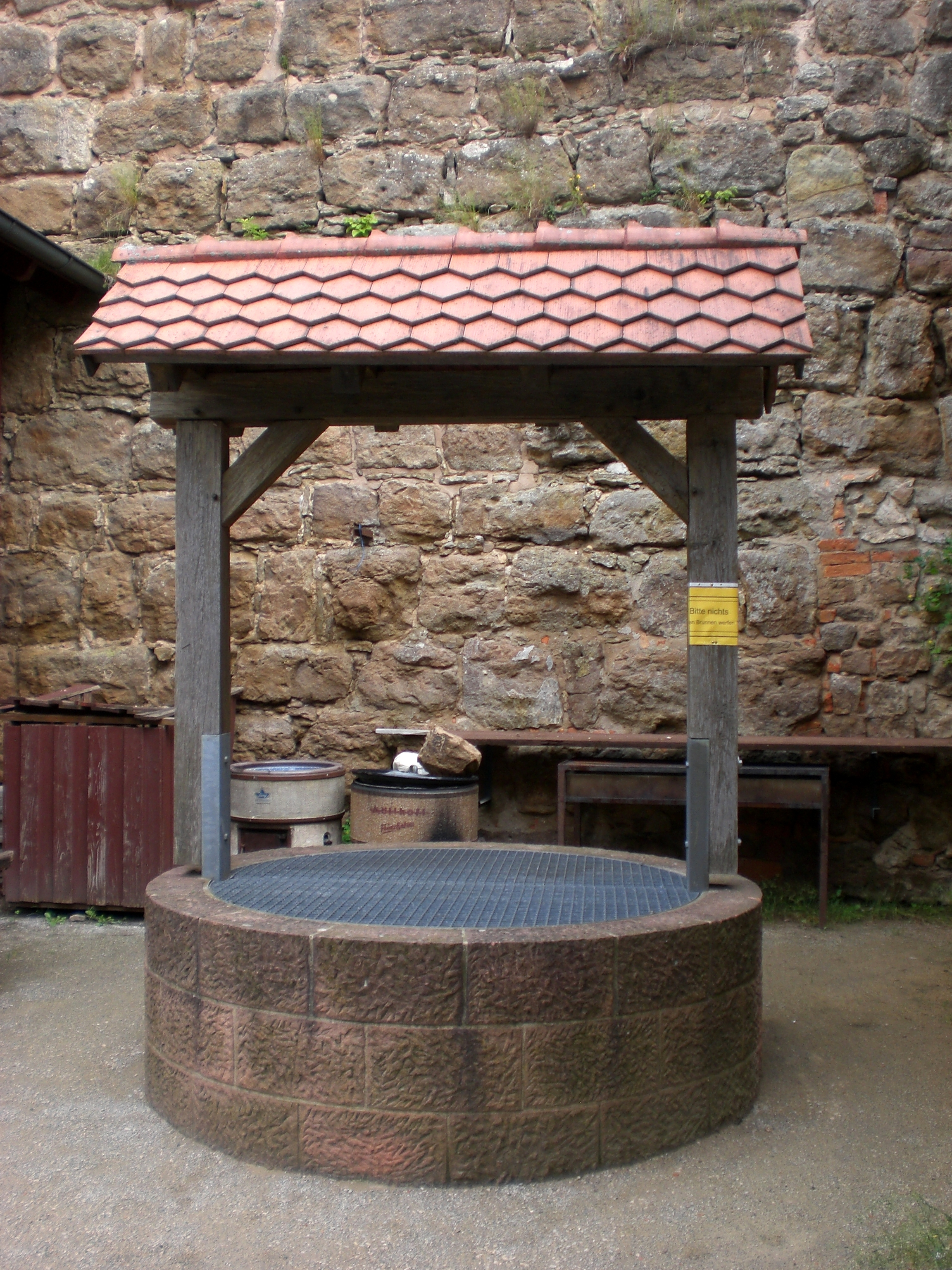
Puits à eau
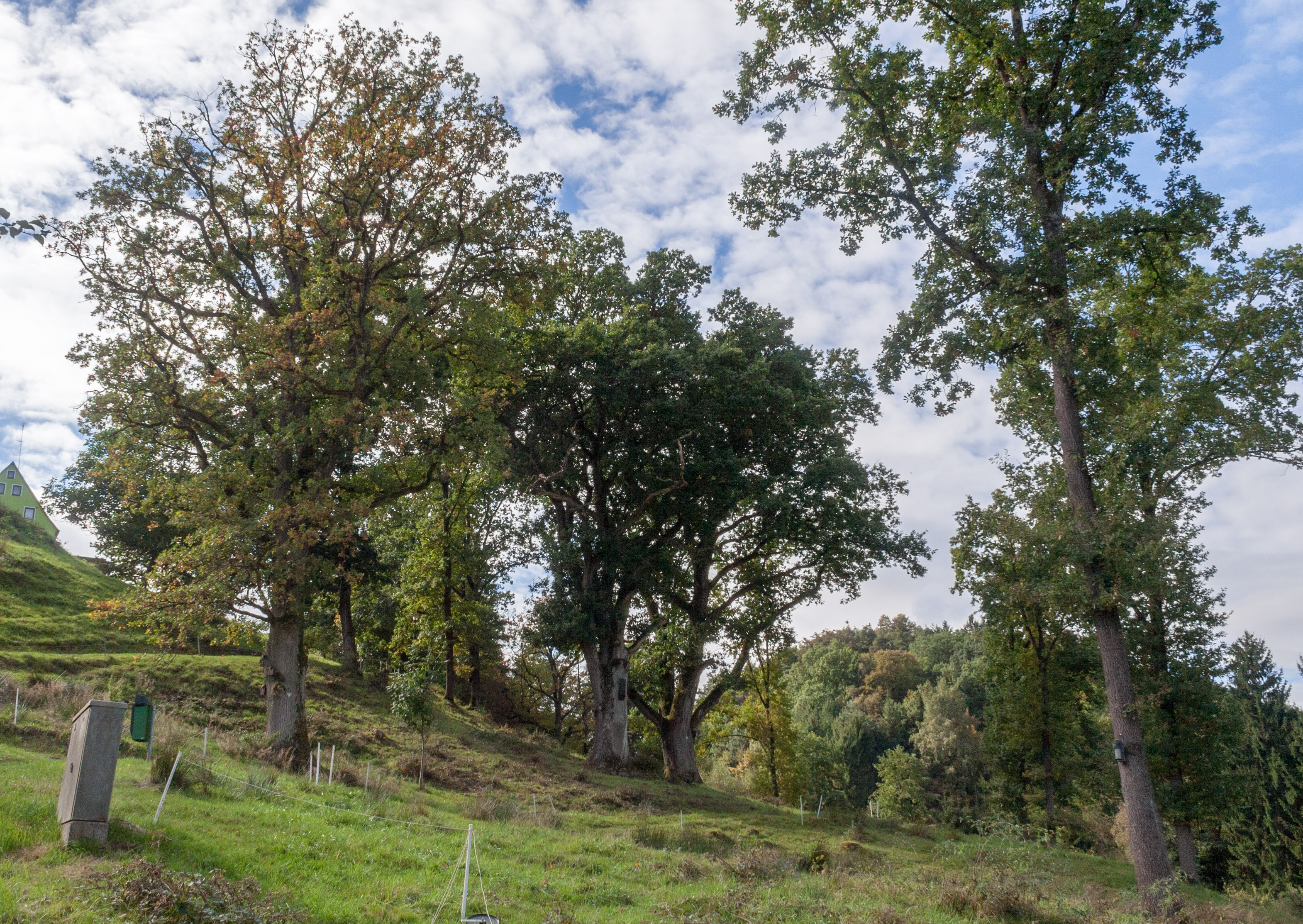
Les 3 chênes